# Bains-douches de Reims
Alors que du temps des Romains, Reims ou Durocortorum avait déjà des thermes, il a fallu attendre le mouvement hygiéniste pour revoir des installations publiques permettant une hygiène corporelle à l'ensemble des habitants de Reims et ainsi de lutter contre les épidémies avant que chaque logement dispose de sa propre salle de bain.

## Historique

### Les thermes de Durocortorum
Du temps des Romains, Reims ou Durocortorum, possédait des thermes. Ils étaient, d’après les fouilles archéologiques, sous et autour de la cathédrale de Reims.

## Les bains-douches publics
Ils sont apparus dans le cadre du mouvement hygiénique. Pour encourager leur développement, l’État apporte des subventions.
Les bains-douches publics sont des établissements municipaux où il est possible de se laver.
Ils constituaient un service public d'hygiène en destination des personnes qui n’étaient pas équipées d'eau courante, principalement la population ouvrière de l’époque. 
Ils étaient payants mais très bon marché.

### Le premier établissement public de bains et lavoirs rue Ponsardin
Le premier établissement des bains et lavoirs municipaux était situé 11 rue Ponsardin à Reims.
Il est l’œuvre de l’architecte Narcisse Brunette. Il est réalisé de 1852 à 1855, avec une ouverture au public le 26 novembre 1855. A noter que le premier établissement faisait aussi lavoir. Il sera subventionné pour un tiers par l’État à hauteur de 33 000 F.
Le succès de cet établissement amènera un doublement de capacité mise en service en 1865.
Le bâtiment a été détruit pendant la Première Guerre mondiale et n’a pas été reconstruit.

### Une deuxième vague de construction d’établissement public de bains-douches
Le succès des premiers bains et lavoirs et la mise en place d’un politique volontariste des maires de l’époque conduit à la construction de plusieurs bains-douches répartis dans les différents quartiers de la ville avec une gestion municipale assumée.

#### Les bains-douches de la rue d’Armonville
Ils ont été construits en 1928 en même temps que ceux de la rue Paul-Vaillant-Couturier.
Il était situé 42 rue Armonville à Reims.
Il y avait 14 douches et un bain. La fréquentation était de l’ordre de 1400 passages par an en 2010.
Le tarif normal était de 1,30 € pour une douche ou 85 centimes en tarif réduit.
Ils ont fermé en de mars 2016.
A leur place, Le Clos d’Armonville, une résidence de 48 appartements a été construite en conservant partiellement la façade des Bains-Douches.

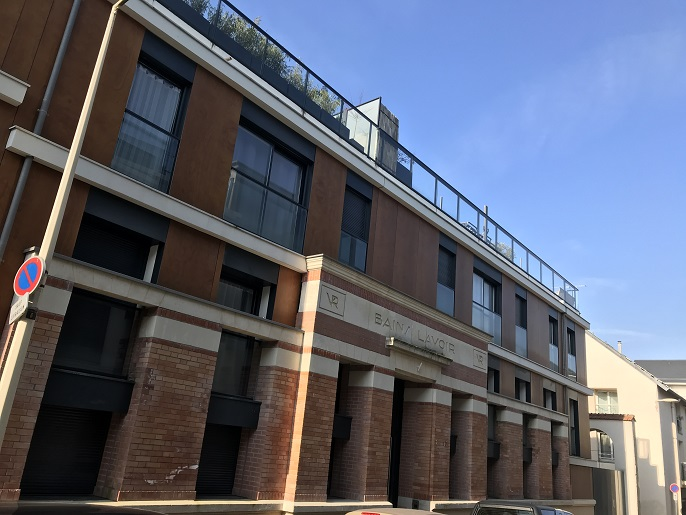
Façade de anciens bains de la rue d'Armonville.

#### Les bains-douches de la rue Paul-Vaillant-Couturier
Ils ont été construits en 1928 en même temps que ceux de la rue d’Armonville.
Il était situé 42 rue Paul-Vaillant-Couturier à Reims.
Le nombre d'usagers diminue était de 1 000 entrées en 2015 contre 1 400 en 2010.
Ils ont été fermés en mars 2016.
A leur place, une petite résidence a été construite en conservant la façade des Bains-Douches et en ajoutant un étage à chaque aile du bâtiment d’origine.

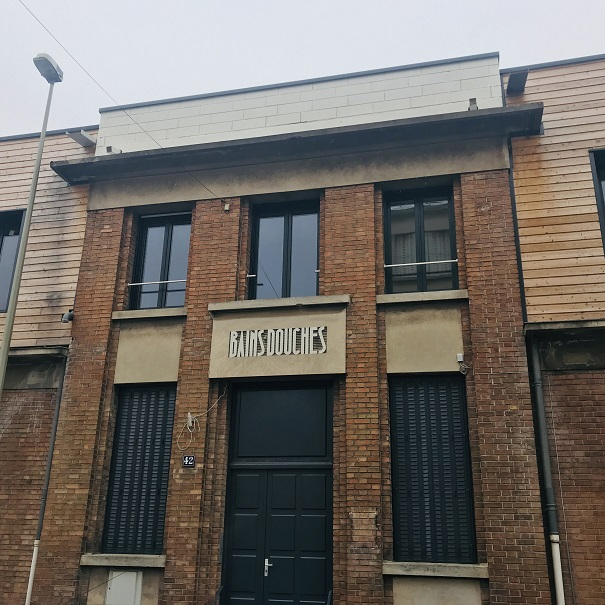
Entrée des bains-douches de la rue Paul-Vaillant-Couturier.
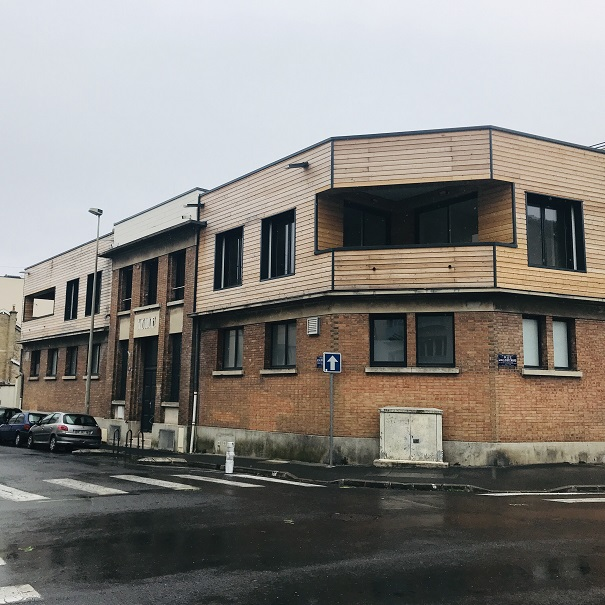
Façade des bains-douches de la rue Paul-Vaillant-Couturier.

.

#### Les bains-douches de la rue du Colonel-Fabien
Il était situé rue du Colonel-Fabien, anciennement faubourg de Vesle.

#### Les bains-douches de la rue Camille-Lenoir
Il était situé 19 rue de Bétheny renommée en rue Camille-Lenoir à Reims. Elle est construite sur l’emplacement de l’usine OHL.

## Les bains-douches privés
Lors de sa construction, en 1922, la Maison Commune du Chemin Vert située 11 place du 11-Novembre à Reims, est également équipée de bains-douches.
A défaut d'avoir trouvé leur public, ils ont été fermés à la fin des années 1930.